# 技術移転
技術移転（ぎじゅついてん）は、技術（テクノロジー）を所有・保有している個人や組織から別の個人や組織に技術を移転（普及）するプロセスである。 
大学間、大学から企業へ（その逆も）、大企業から中小企業へ（その逆も）、政府から企業へ（その逆も）、地政学的な境界を越えて、公式にも非公式にも、また公然にも内密にも、様々な軸に沿って行われる。多くの場合、政府や大学などの機関間で技能、知識、技術、製造方法、製造サンプル、設備などを共有し、科学技術の開発をより多くのユーザーが利用できるようにするための協調的な努力が行われ、その技術を新製品、プロセス、アプリケーション、材料、またはサービスに発展させ、利用できるようにすることができる。これは、知識の移転と密接に関連している（そして、知識の移転のサブセットとほぼ間違いなく考えられる）。水平的移動は、ある地域から別の地域への技術の移動である。現在のところ、技術移転は主に水平的なものである。垂直的移転は、技術が応用研究センターから研究開発部門に移されるときに起こる。 
技術移転は、ユーイング・マリオン・カウフマン財団や大学技術マネージャー協会などの団体が主催する会議や、メリーランド州イノベーション推進センターなどの団体が主催する「チャレンジ」コンテストで推進されている。また、中大西洋地区ベンチャー組織（MAVA）などの地域のベンチャーキャピタル組織も、投資家が技術の商業化の可能性を評価する会議を主催している。 
テクノロジーブローカーとは、新興の世界を橋渡しし、科学的な概念やプロセスを新しい状況や環境に適用する方法を発見した人たちのことである。関連用語で、ほぼ同意語として、特にヨーロッパでは技術の価値化（technology valorisation）と呼ばれている。概念的には古くから利用されてきたが（古代ではアルキメデスは科学を実用的な問題への応用で注目されていた）、現代の研究の量は、パロアルト研究所などでの目立つ失敗と相まって、そのプロセス自体に焦点が当てられるようになってきた。 
技術移転は、資本集約的な発端から低資本の受け手へのハイテク技術の普及を伴うこともあるが（システムの依存性や脆弱性の側面を伴うこともある）、技術移転は、必ずしも高等技術や高価なものではなくても、適正技術をより良く普及させ、システムの堅牢性や自立性をもたらすこともある。 

## 移転プロセス
現在、多くの企業、大学、政府機関には、商業的な利益をもたらす可能性のある研究を特定し、それを活用するための戦略を立てるために、技術移転室が設置されている。例えば、研究成果は科学的や商業的な関心があるかもしれないが、特許は通常、実用的なプロセスに対してのみ交付されるため、研究者とは限らないが、誰かが具体的で実用的なプロセスを考案しなければならない。別の考慮事項は商業的価値である。例えば、核融合を実現する方法は数多くあるが、商業的価値があるのは、核融合を行うのに動作に必要な量以上のエネルギーを発生させるものである。 
研究を商業的に利用するためのプロセスは多岐にわたる。新技術を市場に投入する際のリスクと報酬の両方を共有するために、ライセンス契約を結んだり、合弁事業や パートナーシップを設立したりすることもある。スピンアウトなど他の所有企業もあり、ホスト組織が新技術を開発するために必要な意志、リソース、スキルを持っていない場合に利用される。これらのアプローチは、開発プロセスの資金調達手段としてベンチャーキャピタル（VC）の設立と関連していることが多く、VCによる資金調達に対して保守的なアプローチをとる欧州連合よりも米国でより一般的である。研究スピンオフ企業は、カナダでは人気のある商業化手段であり、カナダの大学研究のライセンシング率は米国と比べてはるかに下回っている。 
技術移転機関は、研究機関、政府、さらには大規模な多国籍企業に代わって仕事をすることもある。新興企業やスピンアウト企業がクライアントである場合、ビジネスの株式保有の代わりに商用手数料が免除されることもある。技術移転プロセスが複雑になる可能性があるため、技術移転組織は、経済学者、エンジニア、弁護士、マーケティング担当者、研究者を含む多くの専門分野にわたる組織であることが多い。技術移転プロセスのダイナミクスは、それ自体が注目されており、いくつかの専用の学会や学術誌がある。 
1980 年以降、その分野に特化した技術移転の仲介者が著しく増加しているが、これはバイドール法や他国の同様の法律が研究開発のための追加的なインセンティブをもたらしたことが大きく影響している。 

## パートナーシップ仲介者
米国政府の年間予算は、研究開発活動に1000億ドル以上の資金を投入しており、政府の研究室内からの新しい発明や技術の継続的な供給経路につながっている。アメリカ連邦議会は、バイドール法などの法律を通じて、民間部門が商業的な可能性のあるこれらの技術を、共同研究開発協定、特許ライセンス協定、教育パートナーシップ協定、州/地方政府のパートナーシップなどの技術移転メカニズムを通じて利用することを奨励している。 
「パートナーシップ仲介者（partnership intermediary）」という用語は、州や地方自治体、または州や地方自治体に代わって 所有、公認、資金提供、運営されている非営利団体を意味し、中小企業を支援、助言、評価、 または協力する機関を意味する。これは、1965 年高等教育法（20 USC § 1141 [a]）第 201(a) 項に定義される高等教育機関である。または、1988年包括貿易競争力法（15 USC § 2781）の第 5121 項に基づいて締結された共同契約に基づいて資金を受領している州プログラムを含む、連邦研究所からの技術関連の支援を必要、または明らかに生産的に利用することができる、合衆国法律集第 10 章第 2194 条に定義される教育機関である。 

## 欠点
研究を生産に移すためのインセンティブがあるにもかかわらず、実用的な面では実際に行うのは困難な場合がある。国防総省の技術成熟度レベルを基準にすると（例えば）、研究は TRL（技術成熟度レベル）1～3 に位置付けがちであり、生産準備は TRL6～7 以上に位置付けがちである。TRL-3 から TRL-6 への橋渡しは、一部組織では困難と判明している。研究を生産（信頼性が高い、保守可能など様々な条件で完全にテストされて）に急いで移そうとすると（プロトタイプ）、予想以上にコストと時間がかかる傾向がある。 